# Tang Lin
Tang Lin, född den 7 maj 1976 i Neijiang, Kina, är en kinesisk judoutövare.
Hon tog OS-guld i damernas halv tungvikt i samband med de olympiska judotävlingarna 2000 i Sydney.